# Fred Coe
Fred Coe (Alligator, Mississipi, 23 de desembre de 1914 - Los Angeles, Califòrnia, 29 d'abril de 1979) va ser un pioner de la televisió, als Estats Units. Va participar en el reeixit pas de la ràdio a la televisió de l'emissió Lights Out , el 3 de juliol de 1946. És enterrat al Green River Cemetery a Springs. La seva biografia, The Man in the Shadows: Fred Coe and the Golden Age of Television  per Jon Krampner, ha estat publicada per Rutgers University Press el 1997.
Moltes de les seves produccions són arxivades a UCLA o al Wisconsin Center for Film and Theater Research . Algunes han estat transferides a suport digital.
Va estudiar a la Yale Drama School.
Anomenat Pappy, va ser el famós productor de The Philco-Goodyear Television Playhouse de 1948 a 1955 i Playhouse 90 de 1957 a 1959.

## Televisió
Autor de guions o d'adaptacions per a la televisió de 1946, Laughter in París a 1979 The Miracle Worker, ha escrit, ha adaptat o ha produït nombroses obres dramàtiques televisades, que, al començament, eren en directe i en blanc i negre: Pride and Prejudice el 1949, però són sobretot conegudes Marty i The Trip to Bountiful el 1953 per a Philco-Goodyear, Peter Pan  el març de 1955, setè episodi de la temporada 1 per a Producers' Showcase, i Days of Wine and Roses l'octubre de 1958 per a la temporada 3 de Playhouse 90.

## Broadway
De 1953 a 1975 va produir nombrosos espectacles, entre els quals The Trip to Bountiful, obra de Horton Foot, el 1953 el drama Two for the Seesaw el 1958, The Miracle Worker el 1959, que ha produït en blanc i negre per a la televisió, el 1962, (remake  en color el 1979), A Thousand Clowns comèdia de Herb Garner, el 1962 que ha posat en escena i ha gravat per a la televisió el 1965. També ha assegurat l'escenificació de Xmas in Las Vegas el 1965 i de Georgy , comèdia musical segons l'obra de Tom Mankiewicz.
L'espectacle que ha tingut l'èxit més gran (374 representacions, i 7 estrenes) és Wait Until Dark , un drama posat en escena per Arthur Penn. L'últim espectacle que ha muntat és In Praise of Love  de Terence Rattigan, el 1974.

## Premis i nominacions
Fred Coe ha estat diverses vegades nominat als Emmy Award, el 1967, 1976 i 1977.
Ha aconseguit l'Emmy al millor productor de sèrie en directe el 1956 per a « Producers' Showcase» (1954) i una recompensa pòstuma el 1980 per a la versió 1979 de The Miracle Worker .
Ha estat nominat als Oscars el 1966 per a Milers de pallassos.